# Wendisch-Borschütz

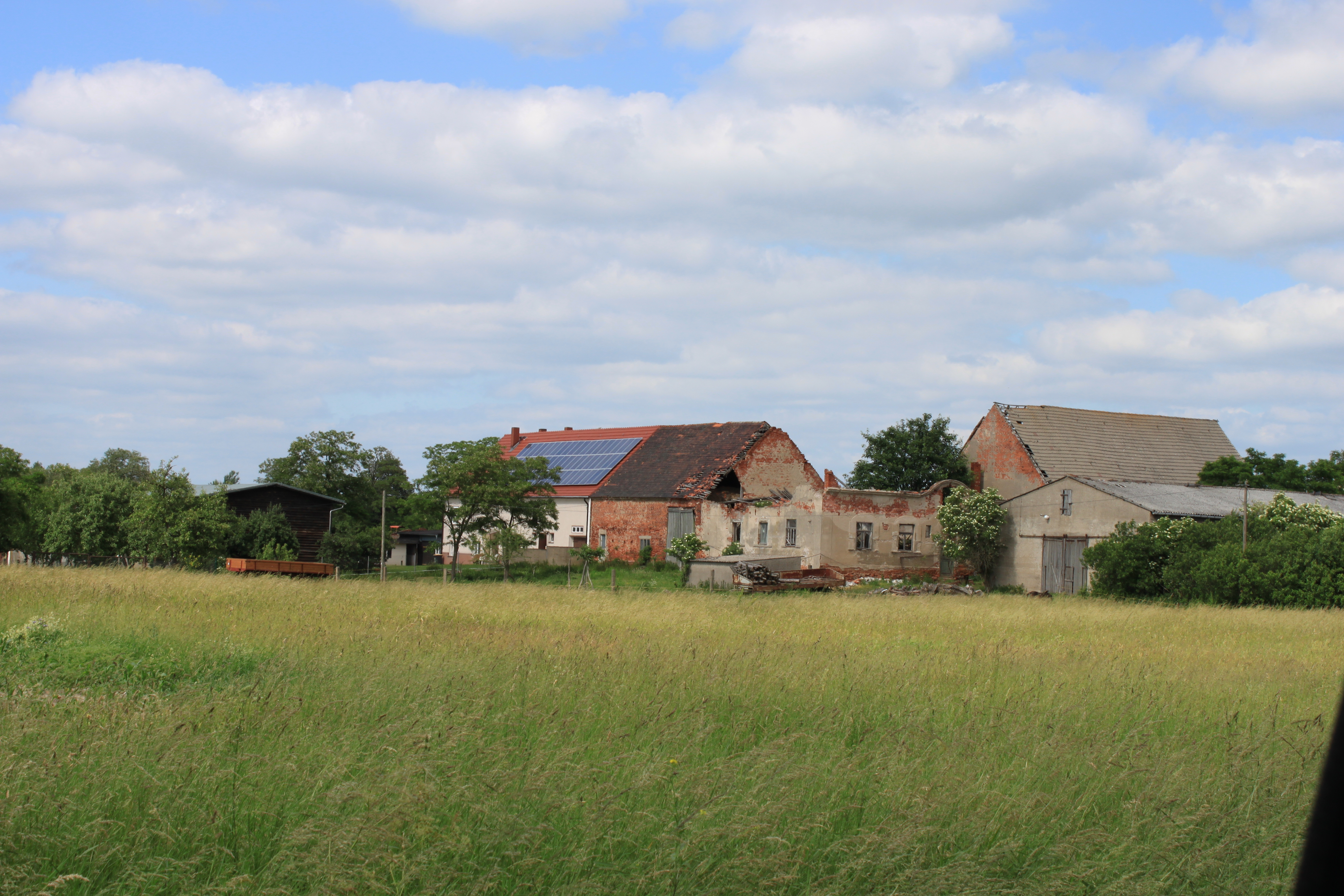
Bauernhof in Wendisch-Borschütz

Wendisch-Borschütz ist ein Gemeindeteil des Mühlberger Stadtteils Altenau. Im Jahr 2004 lebten in Wendisch-Borschütz 16 Einwohner.

## Lage

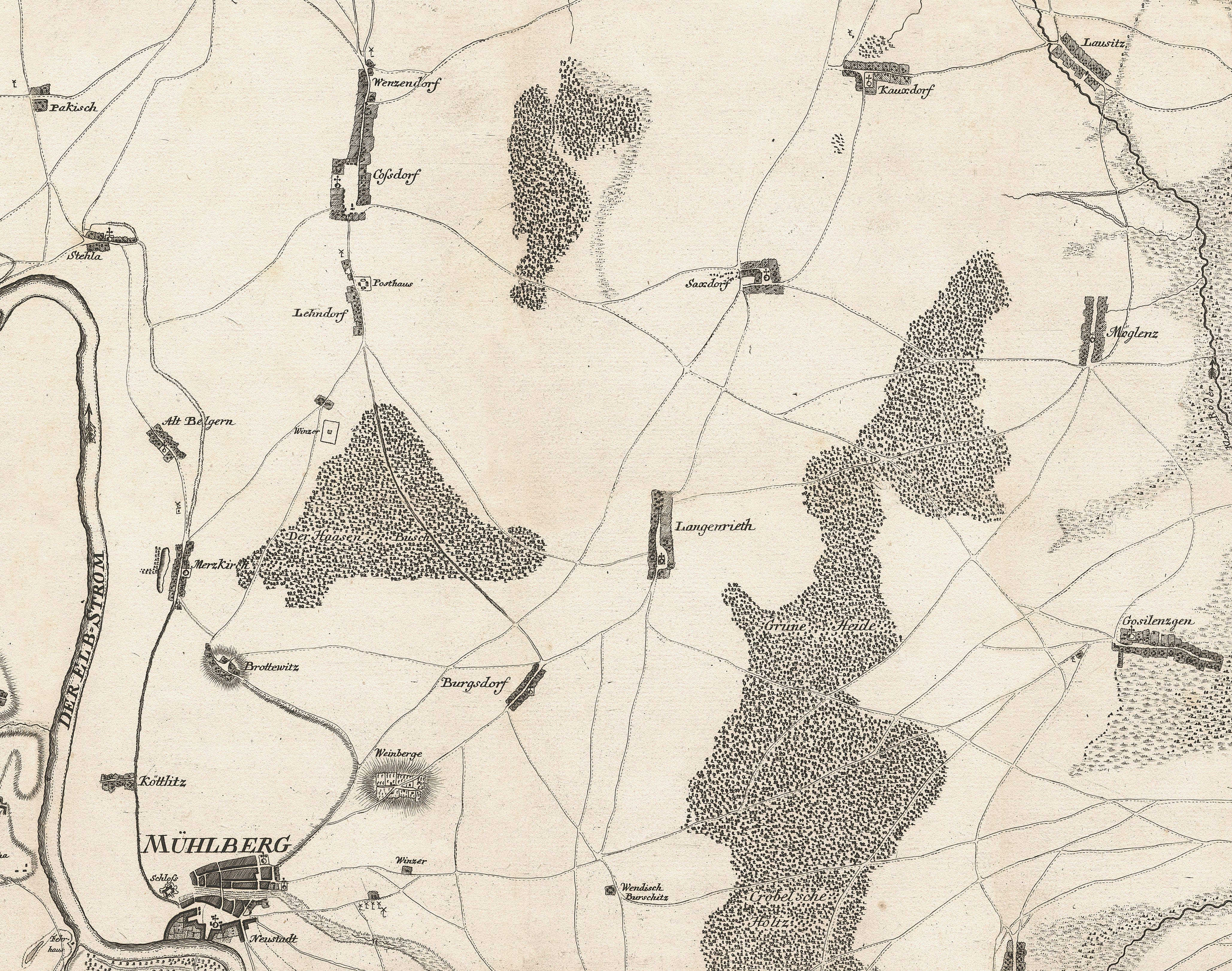
Wendisch-Borschütz in einer Cabinetskarte um 1762 von Isaak Jacob von Petri

Wendisch-Borschütz auf einer geschichtlichen Karte des Kreises Liebenwerda (1910).

Wendisch-Borschütz liegt etwa 6 Kilometer östlich des Stadtkerngebietes und liegt 2 Kilometer nordöstlich von Gemeindeteil Altenau.

## Geschichte

### Ersterwähnung und Namensdeutung
Wendisch-Borschütz wurde 1285 erstmals urkundlich als Borswitz, 1286 als Borswicz Slauica („Slawisch-Borswitz“) erwähnt. Ein siedlungsgeschichtlicher Zusammenhang zwischen Wendisch-Borschütz und dem 5 km entfernten Borschütz konnte bisher nicht belegt werden.
Man kann aber vermuten, dass die sorbischen Bewohner von Borschütz nach Wendisch-Borschütz umgesiedelt sind.

### Ortsgeschichte
1286 bekundet Markgraf Heinrich von Meißen, dass er auf Bitte seines Vasallen Otto des Älteren von Ileburg und seiner Söhne Botho und Otto das wendische Dorf Borswitz dem Kloster zu Mühlberg übertragen habe. Die Schenkung selbst war schon 1285 erfolgt.
1922 wurde das Dorf Wendisch-Borschütz in Mühlberg/Elbe eingemeindet und ist heute Gemeindeteil von Altenau.

### Verwaltungszugehörigkeit
Wendisch-Borschütz gehörte bis 1806 zum kurfürstlichen, dann zum königlich sächsischen Amt Mühlberg und wurde 1816 Teil des Landkreises Liebenwerda. Ab 1952 gehörte der Ort zum Kreis Bad Liebenwerda, welcher dann 1993 im Landkreis Elbe-Elster aufging.